# كاران داش
كاران داش هو الاسم المستعار للكاتب الساخر ورسام الكاريكاتير السياسي الروسي الفرنسي في القرن التاسع عشر إيمانويل بوار (6 نوفمبر 1858 - 25 فبراير 1909).

## روابط خارجية
- سيرة كاران داش على موقع Lambiek Comiclopedia